# 大文字まつり

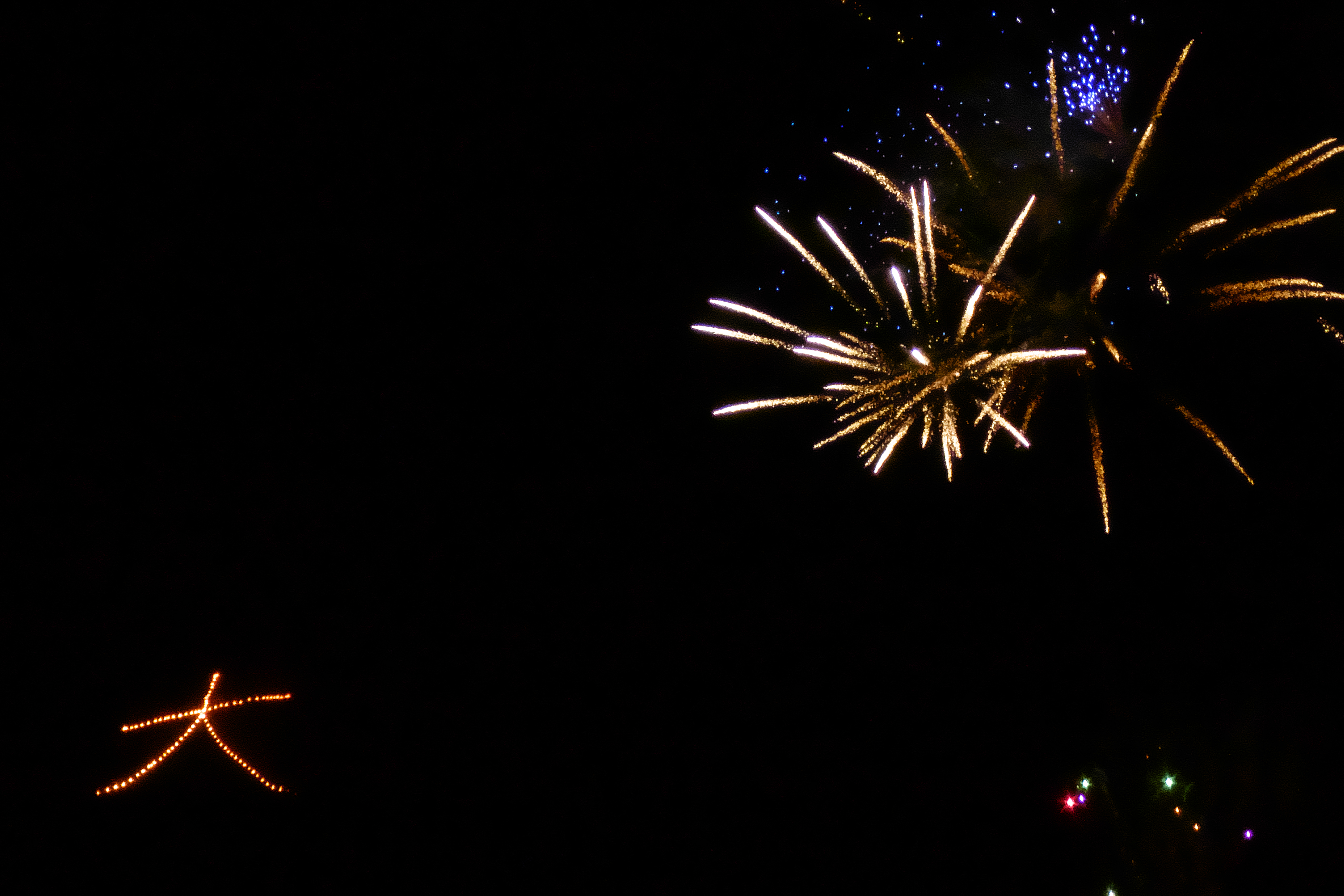
鳳凰山の大文字焼きと花火（2019年）

大文字まつり（だいもんじまつり）は、秋田県大館市の祭り。大館市の夏の終わりを告げる旧盆行事である。例年8月16日に行われていたが、2018年より山の日に合わせて8月11日に開催されるようになった。

## 由来
1968年（昭和43年）、当時の大館市長である石川芳男の発案により、市郊外の鳳凰山に総画全長450mの大文字焼きを実施したことが始まり。悠久の父なる山、母なる山をたたえて「五色瑞鳥」といわれる鳳凰から名づけられた鳳凰山に、火によって神聖を獲得し、悪霊を焼き、祖先の供養と大館市が将来に向かい大きく発展することを祈願している。その後、従来から行われてきた花火大会等を合わせ、大文字まつりとして整備された。

## 大文字の概略
使用する薪の量：松8棚（51.2立方メートル）。
大文字の大きさ：1画120m、2画180m、3画150m。火床は98ヶ所。
大文字の大きさは日本最大とされている。

## 歴史
- 1968年（昭和43年）　石川芳男大館市長（当時）の発案により、大文字の送り火が実施される。
- 2009年（平成21年）　「犬」文字が実施される（後述）。
- 2012年（平成24年）　雨天につき延期され、9月16日に大文字焼きのみ開催。
- 2018年（平成30年）　この年より山の日に合わせて8月11日に開催されるようになる。
- 2020年（令和2年）　コロナウイルス感染症2019の流行に伴い中止される。
- 2021年（令和3年）　8月8日に大文字焼きのみ実施される。開催日は、2020年東京オリンピック・パラリンピックに合わせて山の日が8月8日に移動したことによるもの。内容は、新型コロナウイルス感染症の対策のため、行事の内容が縮小されたことによるもの。
- 2022年（令和4年）　8月11日に開催予定であったが、東北地方北部豪雨の影響で8月16日に延期され、同じく豪雨の影響でさらに再延期され9月4日に行なわれた。新型コロナウイルス感染症の影響より、夜の部（大文字焼きと花火大会）のみに縮小して開催。

## 日程等

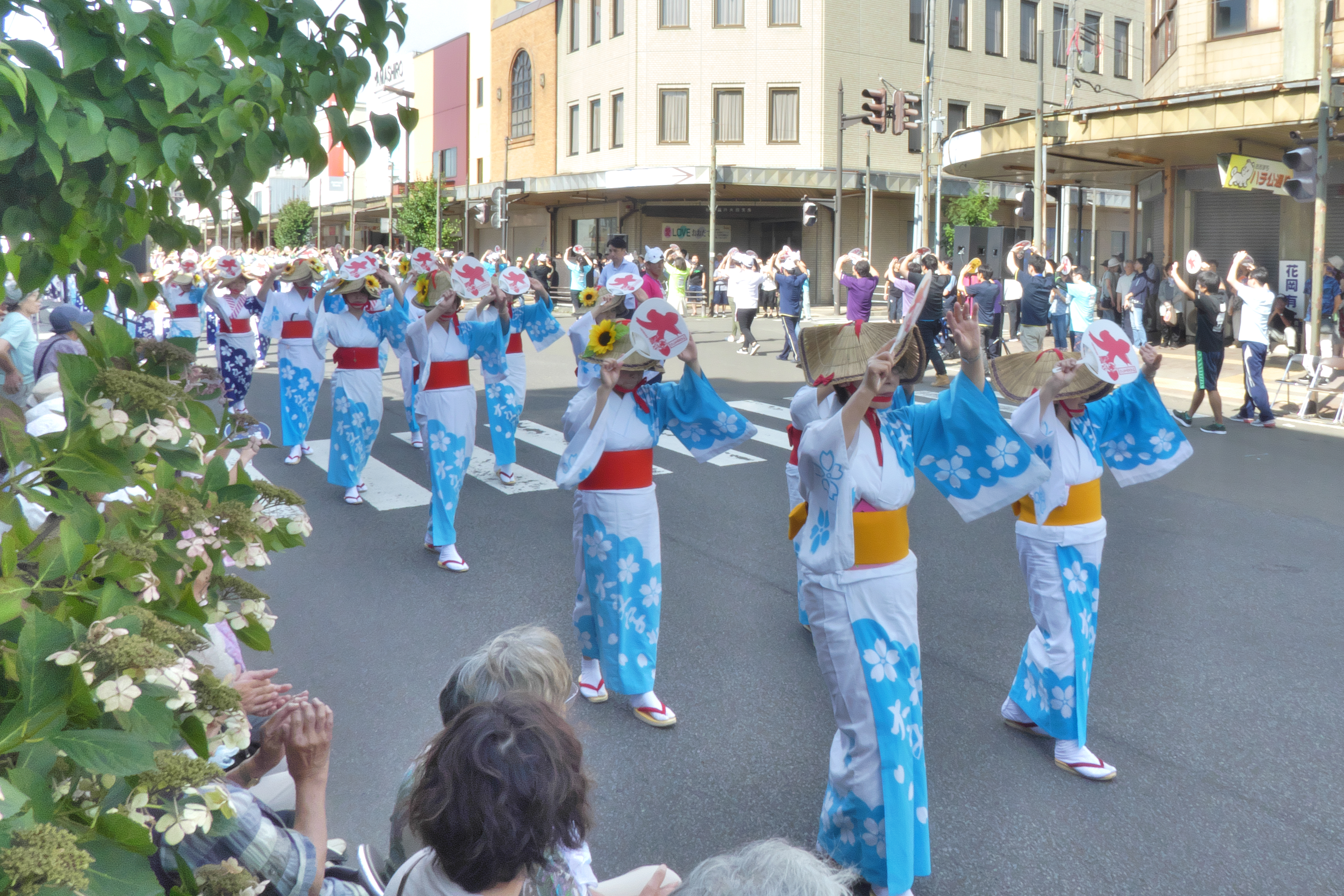
市内で行われる大館大文字踊り

まつりは、市中心部の大町ハチ公通り周辺で行なわれる「昼の部」と、長木川沿いと鳳凰山で行なわれる「夜の部」に分けられる。
当日午後2時頃から、大館市の中心市街地のおおまちハチ公通り - 秋田県道2号大館十和田湖線 - 御成町通り（秋田県道21号大館停車場線）を浴衣姿の踊り手達が練り歩く大館大文字踊りにより祭りが始まる。踊りが終盤にさしかかると、次に若衆が担ぐ神輿に沿道に詰めかけた人たちから盛んに水を掛けるぶっかけ神輿が行われる。
夕方からは、市内を流れる長木川で燈籠流しが行わる。カウントダウンが行なわれ、午後8時に大文字に点火されたのち、続いて花火大会が始まる。2005年（平成17年）の入れ込み客数は17万人（日本銀行秋田支店調べ）。

## 「犬」文字
2009年（平成21年）の大文字まつりは、大館市生まれの「忠犬ハチ公」をモデルにした映画作品「HACHI 約束の犬」の公開を記念して、一時的に「犬」文字となった。「犬」の右上の点部は、火ではなく大型ライトを設置し、「ハチ」にちなんで20時8分から8分間だけ点灯した。
一方で、当初の先祖供養として旧盆の送り火行事の目的から外れるなどの反対意見もあった。